# Freudenstadt Hauptbahnhof
Freudenstadt Hauptbahnhof ist der wichtigste Bahnhof der Großen Kreisstadt Freudenstadt, der Trennungsbahnhof verknüpft die Bahnstrecke Eutingen im Gäu–Schiltach mit der Murgtalbahn. Er befindet sich im südöstlichen Stadtgebiet, wo die Bahnhofstraße in die Dietersweiler Straße übergeht. Die Anschrift lautet Hauptbahnhof 1. 

## Aufbau
Im Empfangsgebäude befinden sich ein Reisezentrum der Deutschen Bahn, eine Bäckerei und ein Kiosk, am Bahnhofsvorplatz Parkplätze und ein Busbahnhof.
Der Bahnhof verfügt über einen Hausbahnsteig (Gleis 1) und einen zusätzlichen Mittelbahnsteig (Gleise 2 und 3). Gleis 1 dient vorwiegend dem Stadtbahn-Verkehr in Richtung Karlsruhe, von Gleis 2 verkehren in der Regel die Züge Richtung Eutingen im Gäu. Einzelne Fahrten (ankommende Züge von Karlsruhe zur Weiterfahrt nach Eutingen im Gäu und umgekehrt) verkehren ebenfalls von Gleis 2 oder Gleis 3. Richtung Schiltach kann nur Gleis 3 genutzt werden, da nur dieses an die Strecke dorthin angeschlossen ist.

## Geschichte
Im Jahr 1879 erhielt die Stadt durch den Bau der von Eutingen im Gäu her kommenden Strecke Anschluss an die Eisenbahn. Da deren Weiterführung ins Tal der Kinzig damals bereits geplant war (und 1886 ausgeführt wurde), wurde der Hauptbahnhof im Südosten der Stadt, relativ weit vom Zentrum entfernt, errichtet. 1901 wurde der württembergische Teil der Murgtalbahn nach Klosterreichenbach gebaut. Dabei entstand der 60 Meter höher gelegene Bahnhof Freudenstadt Stadt nördlich des Zentrums. Eine durchgehende Verbindung nach Rastatt wurde 1928 eingerichtet. Alle Gleisanlagen für den Güterverkehr wurden entfernt.
Bis 1999 verkehrte täglich ein Interregio-Zugpaar von Freudenstadt über Karlsruhe nach Norddeich, dies war der letzte Fernverkehrszug in Freudenstadt.

## Bedienung
| Linie                    | Laufweg | Frequenz |
| ------------------------ | --- | --- |
| RE 14b                   | Freudenstadt Hbf – Dornstetten – Schopfloch (b Freudenstadt) – Hochdorf (b Horb) – Eutingen im Gäu – Herrenberg – Böblingen – Stuttgart Hbf | 120-Minuten-Takt |
| RS 1                     | Freudenstadt Hbf – Alpirsbach – Schiltach – Wolfach – Hausach – Haslach – Biberach (Baden) – Gengenbach – Offenburg | 60-Minuten-Takt |
| RE 40                    | (Mannheim Hbf - Heidelberg Hbf - ) Karlsruhe – Rastatt – Gaggenau – Gernsbach – Forbach (Schwarzwald) – Baiersbronn – Freudenstadt Stadt – Freudenstadt Hbf ( – Schopfloch (b Freudenstadt) – Herrenberg) | Mannheim Hbf – Freudenstadt Hbf 1 Zugpaar an Sonn- und Feiertagen; 120-Minuten-Takt von Karlsruhe Hbf bis Freudenstadt Hbf; Karlsruhe Hbf – Schopfloch 1 Zugpaar Mo–Fr; Herrenberg – Karlsruhe Hbf 1 Zug Mo–Fr (nur Richtung Karlsruhe) |
| RB 41                    | Karlsruhe Hbf – Ettlingen West – Rastatt – Gaggenau – Gernsbach – Forbach (Schwarzwald) – Freudenstadt Hbf – Schopfloch (b Freudenstadt) – Herrenberg | Mo–Fr Einzelzüge morgens von Betriebsbeginn bis etwa 09:45 Uhr |
| S 8                      | Karlsruhe Tullastraße – Karlsruhe Marktplatz – Karlsruhe Bahnhofsvorplatz – Karlsruhe Albtalbahnhof – Durmersheim – Rastatt – Gaggenau – Gernsbach – Forbach (Schwarzwald) – Baiersbronn – Freudenstadt Stadt – Freudenstadt Hbf – Dornstetten – Schopfloch (b Freudenstadt) – Hochdorf (b Horb) – Eutingen im Gäu – Bondorf | 30-Minuten-Takt zwischen Freudenstadt Stadt und Freudenstadt Hbf, 60-Minuten-Takt Karlsruhe – Freudenstadt Hbf, 120-Minuten-Takt Freudenstadt Hbf – Bondorf                                                                             |
| S 81                     | Karlsruhe – Rastatt – Gaggenau – Gernsbach – Forbach (Schwarzwald) – Baiersbronn – Freudenstadt Stadt – Freudenstadt Hbf – Bondorf | eine Fahrt täglich |
| Stand: 15. Dezember 2024 | | |

### Elektronisches Stellwerk Freudenstädter Stern
Der Zugverkehr im Bahnhof Freudenstadt Hbf wird durch ein Elektronisches Stellwerk der Bauform Thales gesteuert, welches örtlich besetzt ist. Von dort aus werden auch die Bahnhöfe Pforzheim-Weißenstein, Unterreichenbach, Bad Liebenzell, Bad Teinach-Neubulach, Wildberg (Württ) und Nagold der Nagoldtalbahn, sowie die Bahnhöfe Hochdorf (b Horb), Schopfloch (b Freudenstadt), Alpirsbach und Schiltach ferngesteuert. Das Stellwerk bedient somit in etwa 120 Kilometer Strecke und es befinden sich um die 50 Bahnübergänge in der Verantwortung der dort arbeitenden Fahrdienstleiter.